# Metriotes
Metriotes là một chi bướm đêm thuộc họ Coleophoridae.